# Rainer Müller (Kunsthistoriker)
Rainer Müller  (* 1963 in Erfurt) ist ein deutscher Kunsthistoriker und Denkmalpfleger.

## Leben
Rainer Müller wurde 2000 an der Universität Greifswald mit der Dissertation Mittelalterliche Dorfkirchen in Thüringen, dargestellt anhand des Gebietes des ehemaligen Archidiakonats St. Marien zu Erfurt promoviert. Müller ist wissenschaftlicher Mitarbeiter des Thüringischen Landesamts für Denkmalpflege und Archäologie, Abteilung B (Mittel-/Nordthüringen), Bereich Bau- und Kunstdenkmalpflege mit Sitz in Erfurt. Er trägt dort Verantwortung für die Bildstelle des Landesamts. Er bearbeitete unter anderem die Bände 4 und 5 der Schriftenreihe Kulturdenkmale in Thüringen, einer Unterreihe der Denkmaltopographie Bundesrepublik Deutschland.

## Schriften
- Mittelalterliche Dorfkirchen in Thüringen, dargestellt anhand des Gebietes des ehemaligen Archidiakonats St. Marien zu Erfurt  (= Arbeitshefte des Thüringischen Landesamtes für Denkmalpflege, Neue Folge, Band 2). Reinhold, Altenburg 2001, ISBN 3-910166-49-0 (= Dissertation, Universität Greifswald 2000).
- Stadt Weimar. (= Denkmaltopographie Bundesrepublik Deutschland. Kulturdenkmale in Thüringen, Band 4) (hrsg. vom Thüringischen Landesamt für Denkmalpflege und Archäologie) E. Reinhold, Erfurt 2009, ISBN 978-3-937940-54-0. (zweiteilig)
- Die Kirchen in Neustadt an der Orla und Umgebung. Eine Geschichte der Sakralbauten in der Orlasenke. (hrsg. im Auftrag des Fördervereins für Stadtgeschichte e. V., Neustadt an der Orla). Vopelius, Jena 2011, ISBN 978-3-939718-59-8.
- Kyffhäuserkreis. (= Denkmaltopographie Bundesrepublik Deutschland, Kulturdenkmale in Thüringen, Band 5) (hrsg. vom Thüringischen Landesamt für Denkmalpflege und Archäologie) E. Reinhold Verlag, Altenburg 2014, ISBN 978-3-937940-92-2.
- mit Benjamin Rudolph: Mildenfurth bei Wünschendorf. Prämonstratenserstift und Schloss (= Kleine Kunstführer, Nr. 2370.) Schnell & Steiner, Regensburg 2025, ISBN 978-3-7954-7356-3.